# Johann Friedrich Iken
Johann Friedrich Iken (* 15. Oktober 1837 in Bremen; † 21. Dezember 1902 in Bremen) war ein deutscher Theologe und Kirchenhistoriker.

## Biografie
Iken war der Sohn des Pastors an der St.-Pauli-Gemeinde, J. A. Iken.  Er besuchte das Alte Gymnasium Bremen. Von 1857 bis 1861 studierte er Evangelische Theologie in Heidelberg, Berlin und Göttingen. 1861/62 war er Institutslehrer in Oberstein. 1863 wurde er Hilfsprediger in Bremen-Arsten. Von 1865 bis 1873 nahm er die Stelle eines Pastors an der St.-Fabian-Kirche in Ringstedt wahr. 1873 wurde er Prediger am Armenhaus Bremen im Stephaniviertel und Katechet an der Krankenanstalt Bremen.
Iken wurde bekannt durch eine Fülle von Veröffentlichungen, unter anderem zur Bremer Kirchengeschichte, über die Innere Mission (1881) und zur bremischen Kirchenordnung von 1534 (1891).

## Werke
- Joachim Neander. Sein Leben und seine Lieder. Bremen 1880
- Die Geschichte der St. Pauli-Kirche und Gemeinde in Bremen. Bremen 1882
- Heinrich von Zütphen. Verein für Reformationsgeschichte, Halle 1886, urn:nbn:de:gbv:46:1-6785
- Die bremische Kirchenordnung von 1534. In: Bremisches Jahrbuch. Zweite Serie, Zweiter Band. 1891, urn:nbn:de:gbv:46:1-548; auch als Separatdruck: Müller, Bremen 1891, archive.org.